# Élections législatives de 1951 dans la Drôme
Les élections législatives françaises de 1951 se tiennent le 17 juin. Ce sont les deuxièmes élections législatives de la Quatrième République.

## Mode de scrutin
Représentation proportionnelle plurinominale suivant la méthode du plus fort reste dans 103 circonscriptions, conformément à la loi des apparentements : les listes qui se sont « apparentées » avant l'élection remportent tous les sièges de la circonscription si leurs voix ajoutées obtiennent la majorité absolue des suffrages exprimés. Il y a 629 sièges à pourvoir.
Le vote préférentiel est admis. 
Dans le département de la Drôme, quatre députés sont à élire.

## Candidats

### Liste du Parti communiste français
| N° | Candidats | Candidats       | Parti | Principales fonctions                                                                    |
| -- | --------- | --------------- | ----- | ---------------------------------------------------------------------------------------- |
| 01 |           | Maurice Michel  | PCF   | Voyageur de commerce, conseiller général, député sortant, conseiller municipal de Romans |
| 02 |           | Andrée Monier   | PCF   | Conseillère générale du canton de Valence                                                |
| 03 |           | Louis Peyrichou | PCF   | Céramiste                                                                                |
| 04 |           | René Seston     | PCF   | Cultivateur, ancien résistant déporté, Pierrelatte                                       |

### Liste d'action familiale, rurale et sociale, présentée par le Mouvement républicain populaire
| N° | Candidats | Candidats             | Parti | Principales fonctions                                 |
| -- | --------- | --------------------- | ----- | ----------------------------------------------------- |
| 01 |           | Maurice-René Simonnet | MRP   | Député sortant, ancien résistant                      |
| 02 |           | Charles Sauvajon      | MRP   | Adjoint au maire de Valence, journaliste              |
| 03 |           | André Bossanne        | MRP   | Ancien Sénateur, exploitant agricole, maire de Marsaz |
| 04 |           | Fernand Fourel        | MRP   | Receveur de l'hôpital de Valence                      |

### Liste du Parti socialiste SFIO
| N° | Candidats | Candidats          | Parti | Principales fonctions                                                                                      |
| -- | --------- | ------------------ | ----- | --- |
| 01 |           | Marcel Cartier     | SFIO  | Député sortant, professeur agrégé de philosophie retraité                                                  |
| 02 |           | Benjamin Malossane | SFIO  | Directeur d'école, ancien chef du maquis du Vercors-Sud, conseiller général, maire de Saint-Jean-en-Royans |
| 03 |           | Pierre Jullien     | SFIO  | Représentant en produits agricoles, conseiller général du canton de Nyons                                  |
| 04 |           | Maurice Vérillon   | SFIO  | Pharmacien, conseiller général, maire de Die                                                               |

### Liste du Rassemblement des gauches républicaines et union des indépendants, paysans et républicains nationaux
| N° | Candidats | Candidats          | Parti                   | Principales fonctions                                                      |
| -- | --------- | ------------------ | ----------------------- | -------------------------------------------------------------------------- |
| 01 |           | Raymond Valabrègue | RGR                     | Avocat à la Cour d'Appel de Paris, ingénieur chimiste, ancien résistant    |
| 02 |           | Jean Mallein       | CNIP                    | Propriétaire agriculteur exploitant à Pont-de-l'Isère                      |
| 03 |           | Maurice Rozier     | RGR                     | Docteur en médecine et en pharmacie, conseiller général du canton de Crest |
| 04 |           | Henri Mazade       | Républicain indépendant | Pharmacien, maire de Bourg-de-Péage                                        |

### Liste du Rassemblement du peuple français
| N° | Candidats | Candidats            | Parti | Principales fonctions                   |
| -- | --------- | -------------------- | ----- | --------------------------------------- |
| 01 |           | Jean-Baptiste Biaggi | RPF   | Avocat à la Cour d'Appel de Paris       |
| 02 |           | Paul Reboul          | RPF   | Agriculteur                             |
| 03 |           | Jean Laurent         | RPF   | Inspecteur des contributions indirectes |
| 04 |           | Henri Rolland        | RPF   | Agent et expert immobilier              |

### Liste du Rassemblement des groupes républicains et indépendants français et Union des nationaux indépendants et républicains
| N° | Candidats | Candidats            | Parti | Principales fonctions                   |
| -- | --------- | -------------------- | ----- | --------------------------------------- |
| 01 |           | Simon Robert         | RGRIF | Journaliste                             |
| 02 |           | Quentin Simore       | UNIR  |                                         |
| 03 |           | Émile Van der Heuvel | RGRIF | Inspecteur des contributions indirectes |
| 04 |           | Anne-Marie Puech     | UNIR  | Secrétaire de rédaction                 |

### Liste de l'Union démocratique et socialiste de la résistance
| N° | Candidats | Candidats          | Parti | Principales fonctions |
| -- | --------- | ------------------ | ----- | --------------------- |
| 01 |           | Jean Berthéas      | UDSR  | Journaliste           |
| 02 |           | Henri Barbier      | UDSR  | Journaliste           |
| 03 |           | Marie-José Missire | UDSR  |                       |
| 04 |           | Paul Ranchoux      | UDSR  | Électricien           |

## Élus
| Député sortant        | Parti | Parti | Député élu ou réélu   | Parti | Parti   |
| --------------------- | ----- | ----- | --------------------- | ----- | ------- |
| Maurice Michel        |       | PCF   | Raymond Valabrègue    |       | Rad soc |
| Marcel Cartier        |       | SFIO  | Marcel Cartier        |       | SFIO    |
| Pierre Dhers          |       | MRP   | Charles Sauvajon      |       | MRP     |
| Maurice-René Simonnet |       | MRP   | Maurice-René Simonnet |       | MRP     |

## Résultats

### Résultats à l'échelle du département
- Les listes du MRP, de la SFIO et de l'union RGR-CNIP se sont apparentées.
- Leurs voix cumulées représentant plus de 50% des exprimés, tous les sièges sont répartis à la proportionnelle entre les partis apparentés.

| Parti    | Parti      | Tête de liste         | Résultats | Résultats | Sièges |  |
| Parti    | Parti      | Tête de liste         | Voix      | %         |        |  |
| -------- | ---------- | --------------------- | --------- | --------- | ------ |  |
|          | PCF        | Maurice Michel        | 43 139    | 34,68     | 0      |  |
|          | MRP *      | Maurice-René Simonnet | 27 698    | 22,27     | 2      |  |
|          | SFIO *     | Marcel Cartier        | 20 002    | 16,08     | 1      |  |
|          | RGR-CNIP * | Raymond Valabrègue    | 15 673    | 12,60     | 1      |  |
|          | RPF        | Jean-Baptiste Biaggi  | 15 609    | 12,55     | 0      |  |
|          | RGRIF      | Robert Simon          | 1 320     | 1,06      | 0      |  |
|          | UDSR       | Jean Berthéas         | 6         | 0,01      | 0      |  |
|          |            |                       |           |           |        |  |
| Inscrits | Inscrits   | Inscrits              | 164 546   | 100,00    | 4      |  |
| Votants  | Votants    | Votants               | 127 549   | 77,52     |        |  |
| Exprimés | Exprimés   | Exprimés              | 124 380   | 97,52     |        |  |